# Matías Lazo
Matías Fernando Lazo Zapata (ur. 11 lipca 2003 w Arequipie) – peruwiański piłkarz występujący na pozycji środkowego obrońcy, od 2020 roku zawodnik Melgar.